# Класични женски блуз
Класични женски блуз био је рани облик блуза, популаран у 1920-им. Мешавина традиционалног народног блуза и урбане позоришне музике, стил је познат као водвиљ блуз. Класични блуз су изводили женски вокали у пратњи пијанисте или малог џез ансамбла, а била је то прва форма блуза која је забележена. Ма Рејни, Беси Смит, Етел Вотерс и други певачи овог жанра имали су кључну улогу у ширењу популарности блуза.